# Niederes Oderbruch
Das Niedere Oderbruch ist der nördliche Teil des Oderbruchs, der mit der Trockenlegung von 1753 durch Friedrich II. urbar gemacht wurde.

## Lage
Das Niedere Oderbruch ist begrenzt durch die Oder im Osten und im Westen durch  die Höhen des Barnim. Im Süden wird die Landschaft durch die Alte Oder, die bei Güstebieser Loose ins Bruch fließt, charakterisiert.

## Landschaftsbild
Das Bild im nördlichen Teil des Oderbruchs ist geprägt durch den ehemaligen Hauptarm der Oder, die Alte Oder mit einem schmalen Rest-Auenband zwischen den Deichen sowie zahlreiche Gräben (Vorfluter) und Kanäle, die den Schöpfwerken das Wasser zur Regulierung zuführen. An den künstlichen Gewässern stehen mitunter die typischen Kopfweiden. Die Straßen werden zum Teil von Obstbaumalleen begleitet.
Die Landschaft ist feiner gegliedert als der südliche Teil des Oderbruchs.

## Siedlungsstruktur
Im Niederen Oderbruch gab es schon sehr lange Zeit wendische Fischerdörfer, die auf trockenen Anhöhen die regelmäßigen, mehrfach im Jahr auftretenden Überschwemmungen des Bruchs schadlos überstanden. Typische historische Dorfanlagen dieser Zeit sieht man zum Beispiel in Altwriezen und in Altwustrow. 
Die nach der Trockenlegung im 18. Jahrhundert entstandenen friderizianischen Kolonien mit ihren Kolonistenhäusern sind noch heute als gut geplante Straßendörfer (oft mit Mittelgraben) zu erkennen. Diese Dörfer tragen die Vorsilbe Neu- in ihrem Namen und haben meist ein Altdorf als Namensgeber. Beispiele hierfür kann man in Neulietzegöricke, Neulewin und in Neubarnim besichtigen.
Ebenfalls in der zweiten Hälfte des 18. Jahrhunderts, schon vor den ersten Verfügungen zur Separation zogen die Bauern häufiger auf ihre Felder und errichteten die ersten Einzelhöfe. Während der Separation entstanden durch die Neuaufteilung der bewirtschafteten Flächen viele solcher Höfe. Auf Grund des oft praktizierten Flächenzuteilungsverfahrens heißt solch ein Hof heute noch Loos.
Die Zusammenfassung solcher Ausgründungen von Dörfern nennt man Loose. Einige dieser Loosen befinden sich im Oderbruch, obwohl ihre Ursprungsdörfer auf der östlichen Seite der Oder liegen. Zäckerick und Güstebiese sind von Zäckericker Loose oder Güstebieser Loose aus gut zu sehen. Ebenso eindrucksvoll ist der Blick von den Höhen der heute polnischen Ursprungsdörfer in die weite Landschaft des Bruchs.